# 日內瓦鎮區 (堪薩斯州艾倫縣)
日内瓦鎮區（英語：Geneva Township）為位在美國堪薩斯州艾倫縣的鎮區。2010年美国人口普查中該鎮區人口有119人。

## 地理
日内瓦鎮區涵蓋面積78.2平方（30.2平方英里），境內無城市設立。

### 墓園
根據美國地質調查局的資料，此鎮區擁有2座墓園：
- 卡彭特墓園（Carpenter Cemetery）
- 日内瓦墓園（Geneva Cemetery）

### 溪流
流過此鎮區的溪流有：
- Greaser溪
- 印第安溪（Indian Creek）
- 利伯蒂溪（Liberty Creek）
- 馬丁溪（Martin Creek）
- 羅克溪（Rock Creek）

## 人口統計
根據2010年美國人口普查，日内瓦鎮區人口有119人，人口密度為1.52人/平方公里。種族方面，98.32%為白人；0%為非裔美洲人；0%為美洲原住民；0%為亞洲人；0%為太平洋島民；0%為其他種族；另外有1.68%為兩個或以上的種族。而西班牙裔美國人或拉丁美洲人佔該鎮區人口的5.04%。

## 外部連結
- US-Counties.com
- City-Data.com （页面存档备份，存于）